# Народна библиотека Шипово
Народна библиотека Шипово представља културну установу на простору општине Шипово као значајн фактор у култури и образовању на овим просторима. Библиотека се налази у улици Трг патријарха српског Павла бр. 2.

## Историјат
библиотека је основана почетком 1973. године у саставу тадашњег Радничког универзитета“Симо Шолаја „Шипово ,гдје је у оквиру акције“књига по глави становника“скупљено преко 10.000 књига, а стизале су и из разних крајева Југославије. Велики удио је дало и локално становништво које је своје књиге поклањало за оснивање библиотеке.
У току ратних дејстава библиотека је уништена, зграда Радничког универзитета запаљена, да би по повратку 1995. године обновила свој рад , а 2008. године подјељене су двије установе Дом културе и Јавна установа „Народна библиотека“ Шипово. Библиотека је те године добила и свој простор и регистровала се као самостална Јавна установа“Народна библиотека“Шипово. Посједује властити простор од 157,20 метара квадратних и има четири запослена радника .
Оно што чини једну библиотеку великом су књиге и број читаоца. Основне дјелатности и задаци библиотеке су прикупљање, стручно обрађивање, чување и обнављање библиотечке грађе, вођење каталога, вођење материјалне евиденције о библиотечкој грађи, давање књига на кориштење, популарисање књига и читање. Што се тиче садржаја и броја наслова у библиотеци чине их како литература која се огледа у лектирама и класичним насловима, као и белетристика која је у великом броју заступљена у библиотеци која прати свјетске наслове. Да би библиотека била препознатљива и била чешће мјесто окупљања библиотека сваке године обнавља књижни фонд путем донација, куповина на Сајмовима књига, размјеном са другим библиотекама као и разним поклонима.Тако да можемо рећи укупан књижни фонд у 2016. години износи укупно 22.302 од којих је већина наслова у категорији књига за одрасле 14.220 наслова, књиге за дјецу 7.892 наслова и књиге на страном језику које броје 190 наслова.
Библиотека шипово посједује и Завичајну збирку са територије општине Шипово која укупно броји 133 књиге.
Поред активности око набавке књига Народна библиотека се ангажовала и на разним другим задацима током цијеле године : акција Дан заљубљених, Међународни дан матерњег језика, Свјетски дан дјечије књиге, Дан књиге, Дан младих, Дан библиотекара Р.С., затим Дјечија недјеља дјетета, Мјесец књиге, Међународни дан дјетета. Током свих ових манифестација и акција организујемо књижевне вечери, промоцију књига, бесплатна чланства за сво грађанство , разне изложбе (Светосавска изложба), предавања као и организација дјечијих радионица са дјецом из вртића и првачићима.
Број чланова библиотеке из године у годину расте гдје можемо да кажемо у прошлој 2016. години укупан број чланова је био 706 .

## Организација
Основне организационе јединице Библиотеке су:
- Дјечије одјељење
- Одјељење за одрасле